# Frœschwiller
Frœschwiller [fʁœʃvilɛʁ]  est une commune française située dans la circonscription administrative du Bas-Rhin et, depuis le 1er janvier 2021, dans le territoire de la collectivité européenne d'Alsace, en région Grand Est.
Cette commune se trouve dans la région historique et culturelle d'Alsace.

## Géographie
Les communes limitrophes sont Gundershoffen, Langensoultzbach, Morsbronn-les-Bains, Reichshoffen et Wœrth.

### Localisation
La commune est à 2,2 km de Woerth, 4,8 de Reichshoffen, 5,9 de Morsbronn-les-Bains, et 7,4 de Gundershoffen.

### Géologie et relief
La commune se compose de 31,91 hectares de territoires artificialisés (5,52 %), 341,22 hectares de territoires agricoles (59,03 %) et 204,39 hectares de forêts et milieux semi-naturels (35,36 %).
Espaces naturels :
- Trois espaces protégés hors Natura 2000 :

Réserve de Biosphère, zone tampon,
Réserve de Biosphère, zone de transition
Parc naturel régional.
- Un espace protégé Natura 2000 :

La Sauer et ses affluents.
- Trois zones naturelles d'intérêt écologique, faunistique et floristique (Znieff) :

Paysage de collines avec vergers du Pays de Hanau,
Vallées de la Sauer et de ses affluents,
Cours amont de la Moder et de ses affluents.

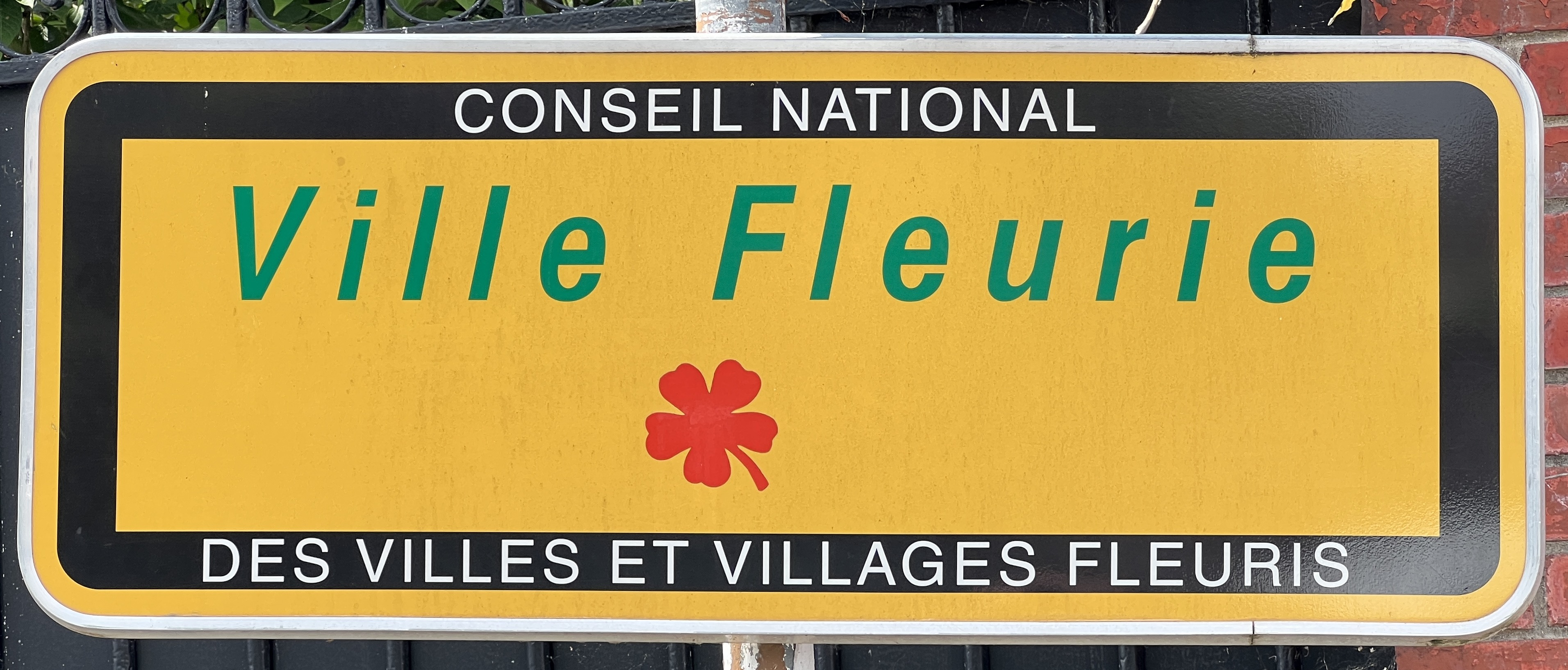
La récompense "Ville Fleurie" également connue sous le nom de "Villes et Villages fleuris, anciennement appelée concours, a été créée en 1959 en France pour promouvoir le fleurissement, l'environnement de vie et les espaces verts.

La commune fait partie du parc naturel régional des Vosges du Nord.
Carte géologique : Formations géologiques du territoire communal présentes à l'affleurement ou en subsurface

### Sismicité
Commune située dans une zone de sismicité modérée.

### Hydrographie et les eaux souterraines
Hydrogéologie et climatologie : Système d’information pour la gestion des eaux souterraines du bassin Rhin-Meuse :
Territoire communal : Occupation du sol (Corinne Land Cover); Cours d'eau (BD Carthage),
Géologie : Carte géologique; Coupes géologiques et techniques,
 Hydrogéologie : Masses d'eau souterraine; BD Lisa; Cartes piézométriques.

#### Réseau hydrographique
La commune est dans le bassin versant du Rhin au sein du bassin Rhin-Meuse. Elle est drainée par le ruisseau l'Eberbach et le ruisseau le Schletterbach,.
L'Eberbach, d'une longueur de 44 km, prend sa source dans la commune de Gundershoffen et se jette  dans la Sauer à Forstfeld, après avoir traversé 14 communes. 

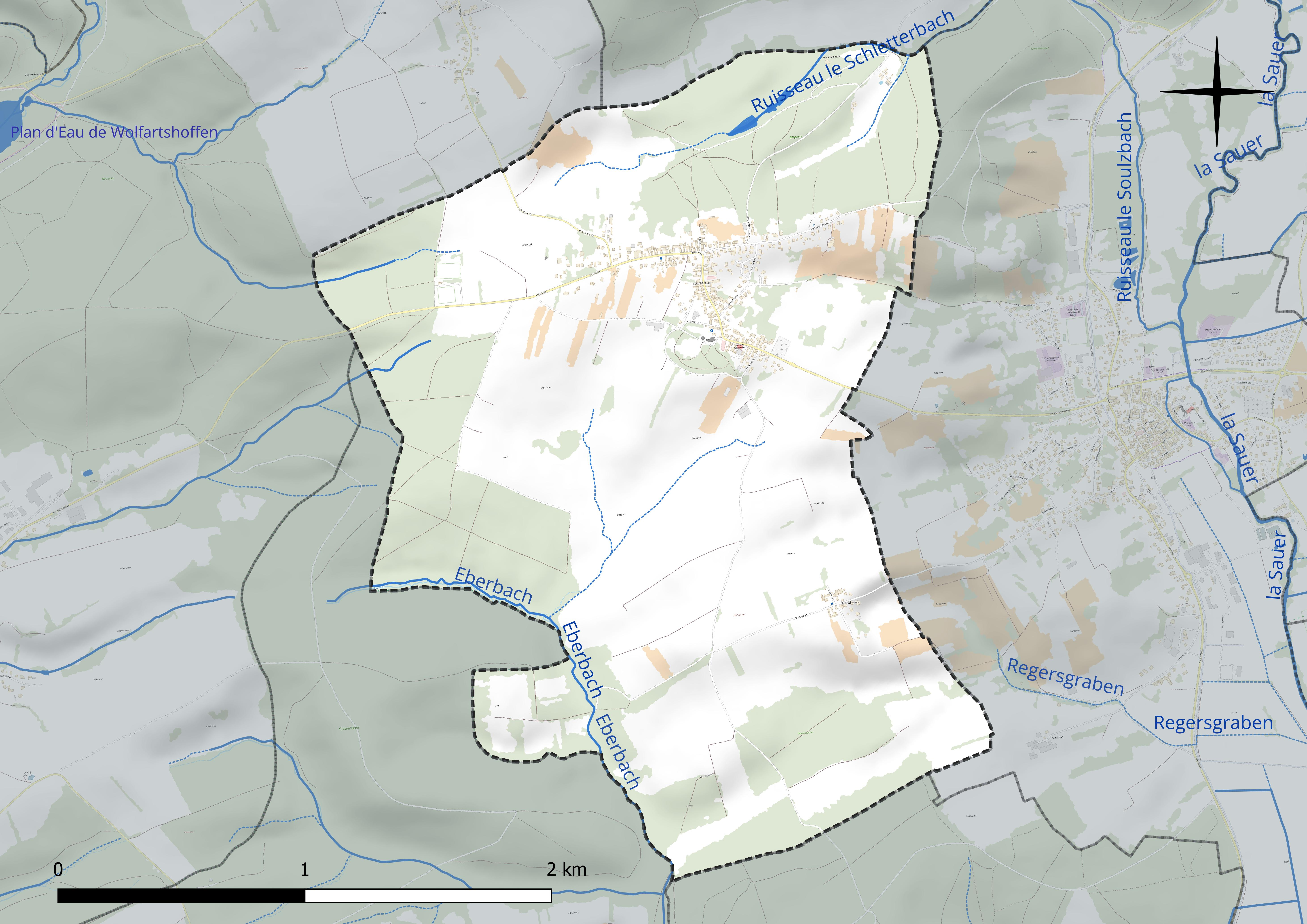
Réseau hydrographique de Froeschwiller.

#### Gestion et qualité des eaux
Le territoire communal est couvert par le schéma d'aménagement et de gestion des eaux (SAGE) « Moder ». Ce document de planification concerne le bassin versant de la Moder dont le territoire s'étend sur 1 720 km2. Le périmètre a été arrêté le 25 janvier 2006. La commission locale de l'eau a été créée le 12 juillet 2007, puis modifiée le 14 décembre 2021. La structure porteuse de l'élaboration et de la mise en œuvre est le Syndicat des eaux et de l’assainissement Alsace-Moselle (SDEA). 
La qualité des cours d’eau peut être consultée sur un site dédié géré par les agences de l’eau et l’Agence française pour la biodiversité.

### Climat
Pour des articles plus généraux, voir Climat du Grand Est et Climat du Bas-Rhin.
En 2010, le climat de la commune est de type climat des marges montargnardes, selon une étude du Centre national de la recherche scientifique s'appuyant sur une série de données couvrant la période 1971-2000. En 2020, Météo-France publie une typologie des climats de la France métropolitaine dans laquelle la commune est exposée à un climat semi-continental et est dans la région climatique  Vosges, caractérisée par une pluviométrie très élevée (1 500 à 2 000 mm/an) en toutes saisons et un hiver rude (moins de 1 °C). 
Pour la période 1971-2000, la température annuelle moyenne est de 10,3 °C, avec une amplitude thermique annuelle de 17,7 °C. Le cumul annuel moyen de précipitations est de 862 mm, avec 11,2 jours de précipitations en janvier et 10,7 jours en juillet. Pour la période 1991-2020, la température moyenne annuelle observée sur la station météorologique de Météo-France la plus proche, « Preuschdorf », sur la commune de Preuschdorf à 6 km à vol d'oiseau, est de 11,3 °C et le cumul annuel moyen de précipitations est de 834,2 mm. 
La température maximale relevée sur cette station est de 39,8 °C, atteinte le 4 juillet 2015 ; la température minimale est de −19,9 °C, atteinte le 8 janvier 1985,,. 
Les paramètres climatiques de la commune ont été estimés pour le milieu du siècle (2041-2070) selon différents scénarios d'émission de gaz à effet de serre à partir des nouvelles projections climatiques de référence DRIAS-2020. Ils sont consultables sur un site dédié publié par Météo-France en novembre 2022.

### Voies de communications et transports

#### Voies routières
- D 28 vers Reichshoffen[23],
- D 27 vers Woerth, Morsbronn-les-Bains.

#### Transports en commun

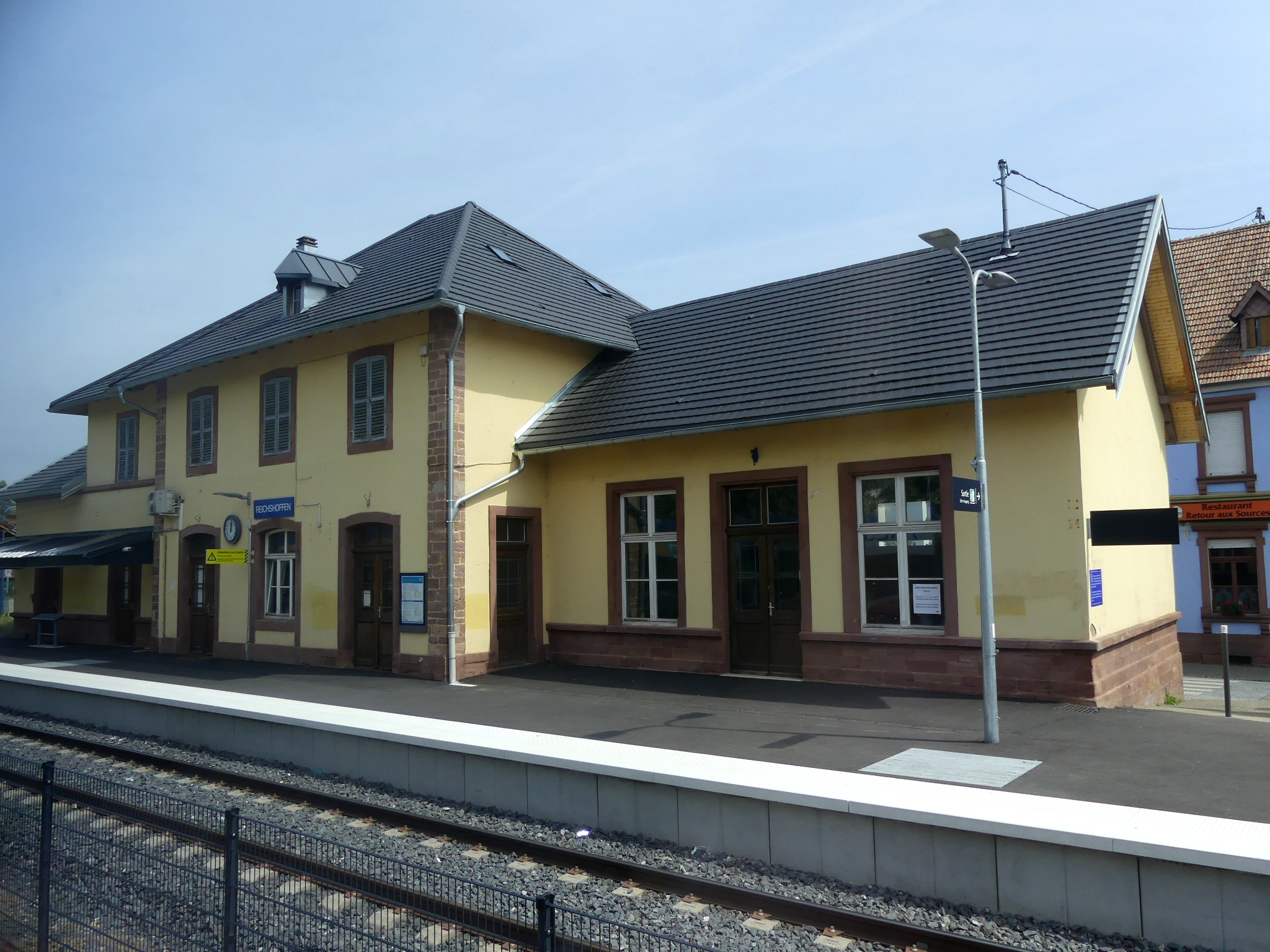
Gare de Reichshoffen.

- Transports en Alsace.
- Fluo Grand Est.

##### SNCF
- Gare de Reichshoffen,
- Gare de Gundershoffen,
- Gare de Niederbronn-les-Bains,
- Gare de Mertzwiller.

|               | Langensoultzbach |                     |
| Reichshoffen  | Frœschwiller     | Wœrth               |
| Gundershoffen |                  | Morsbronn-les-Bains |

### Intercommunalité
Commune membre de la communauté de communes Sauer-Pechelbronn.

## Urbanisme

### Typologie
Au 1er janvier 2024, Frœschwiller est catégorisée bourg rural, selon la nouvelle grille communale de densité à sept niveaux définie par l'Insee en 2022.
Elle est située hors unité urbaine et hors attraction des villes,.

### Occupation des sols

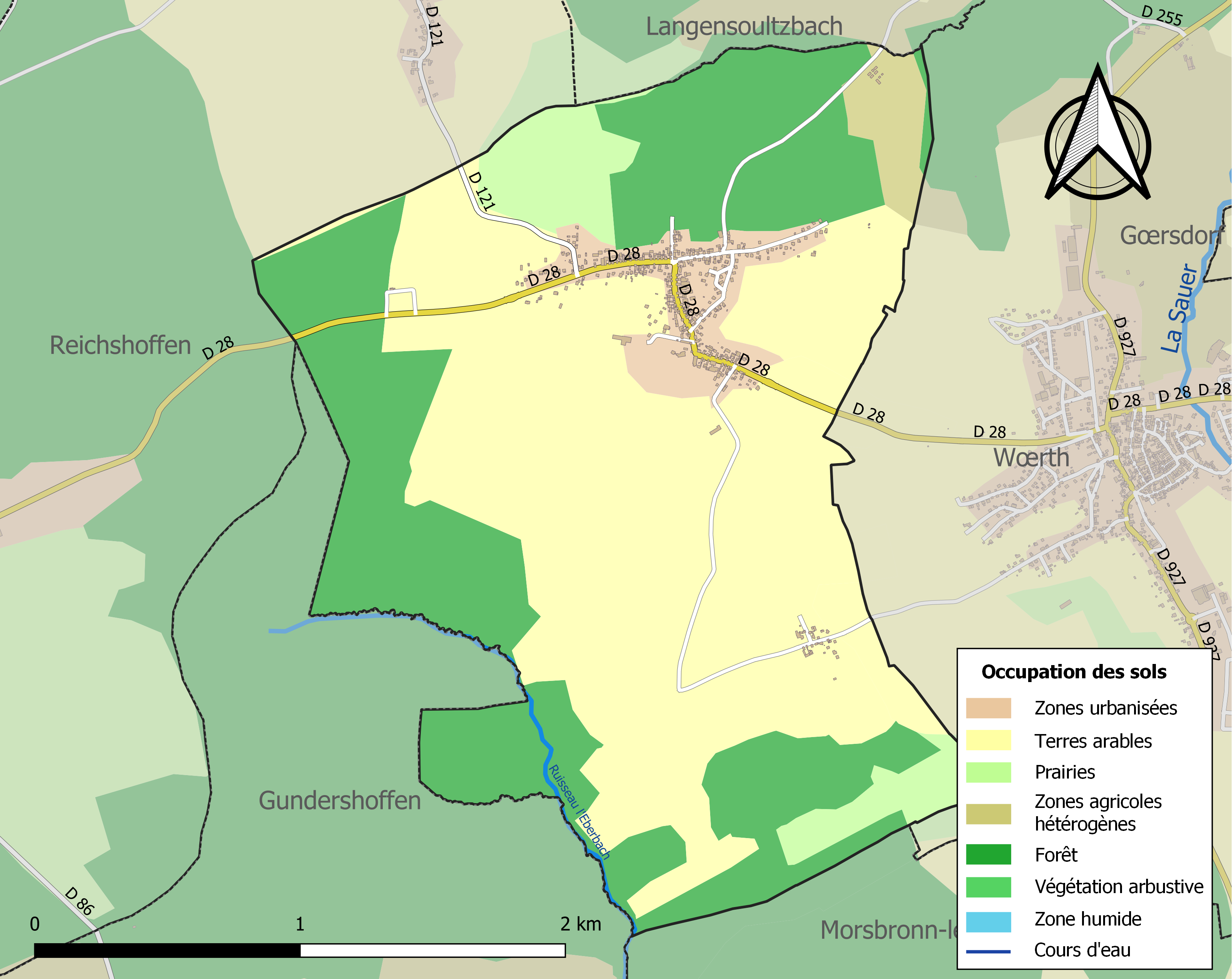
Carte des infrastructures et de l'occupation des sols de la commune en 2018 (CLC).

Pour mémoire rappel des surfaces essentielles d'occupation des sols en 2012 :
- Terres arables : 44,3 %,
- Forêts : 35,9%.

L'occupation des sols de la commune, telle qu'elle ressort de la base de données européenne d’occupation biophysique des sols Corine Land Cover (CLC), est marquée par l'importance des territoires agricoles (58,6 % en 2018), une proportion identique à celle de 1990 (58,6 %). La répartition détaillée en 2018 est la suivante : 
terres arables (44,3 %), forêts (35,9 %), cultures permanentes (6,2 %), prairies (5,9 %), zones urbanisées (5,5 %), zones agricoles hétérogènes (2,3 %).
L'IGN met par ailleurs à disposition un outil en ligne permettant de comparer l’évolution dans le temps de l’occupation des sols de la commune (ou de territoires à des échelles différentes). Plusieurs époques sont accessibles sous forme de cartes ou photos aériennes : la carte de Cassini (XVIIIe siècle), la carte d'état-major (1820-1866) et la période actuelle (1950 à aujourd'hui).

## Histoire
- 22 décembre 1793 : bataille de Wœrth-Frœschwiller entre les troupes du général français Hoche et du général autrichien Dagobert Sigmund von Wurmser. Les « soldats de l'an II » repoussent l'armée autrichienne hors des frontières de la République.
- 6 août 1870 : bataille de Frœschwiller-Wœrth, à la suite de laquelle le sort de l'Alsace (départements 67 et 68, sans le futur « Territoire de Belfort ») et de la Moselle (département 57) est scellé : ils resteront sous domination allemande jusqu'en 1918.
- 27 septembre 1876 : le Kaiser Wilhelm I Hohenzollern (Empereur Guillaume Ier) visite l'église protestante « Friedenskirche » érigée sous son haut patronage avec des dons en provenance de toute l'Allemagne.

### Héraldique
| Blason de Frœschwiller | Blason  | D'or à la double anille de sable. |
| Blason de Frœschwiller | Détails |                                   |

## Population et société

### Démographie

#### Évolution démographique
L'évolution du nombre d'habitants est connue à travers les recensements de la population effectués dans la commune depuis 1793. Pour les communes de moins de 10 000 habitants, une enquête de recensement portant sur toute la population est réalisée tous les cinq ans, les populations de référence des années intermédiaires étant quant à elles estimées par interpolation ou extrapolation. Pour la commune, le premier recensement exhaustif entrant dans le cadre du nouveau dispositif a été réalisé en 2004.

En 2022, la commune comptait 492 habitants, en évolution de −2,57 % par rapport à 2016 (Bas-Rhin : +3,17 %, France hors Mayotte : +2,11 %).
| 1793 | 1800 | 1806 | 1821 | 1831 | 1836 | 1841 | 1846 | 1851 |
| ---- | ---- | ---- | ---- | ---- | ---- | ---- | ---- | ---- |
| 477  | 521  | 542  | 617  | 642  | 629  | 556  | 614  | 625  |

| 1856 | 1861 | 1866 | 1871 | 1875 | 1880 | 1885 | 1890 | 1895 |
| ---- | ---- | ---- | ---- | ---- | ---- | ---- | ---- | ---- |
| 552  | 581  | 602  | 548  | 566  | 517  | 514  | 488  | 493  |

| 1900 | 1905 | 1910 | 1921 | 1926 | 1931 | 1936 | 1946 | 1954 |
| ---- | ---- | ---- | ---- | ---- | ---- | ---- | ---- | ---- |
| 482  | 472  | 483  | 451  | 437  | 421  | 454  | 472  | 462  |

| 1962 | 1968 | 1975 | 1982 | 1990 | 1999 | 2004 | 2006 | 2009 |
| ---- | ---- | ---- | ---- | ---- | ---- | ---- | ---- | ---- |
| 438  | 465  | 484  | 508  | 515  | 564  | 525  | 516  | 535  |

| 2014 | 2019 | 2022 | - | - | - | - | - | - |
| ---- | ---- | ---- | - | - | - | - | - | - |
| 515  | 498  | 492  | - | - | - | - | - | - |

### Enseignement
Établissements d'enseignements :
- École maternelle et primaire,
- Collèges à Wœrth, Reichshoffen, Niederbronn-les-Bains, Walbourg, Mertzwiller,
- Lycées à Walbourg, Haguenau.

### Santé
Professionnels et établissements de santé : 
- médecins à Woerth, Goersdorf, Reichshoffen, Morsbronn-les-Bains, Niederbronn-les-Bains,
- Pharmacies à Woerth, Reichshoffen, Morsbronn-les-Bains, Niederbronn-les-Bains,
- Hôpitaux à Goersdorf, Niederbronn-les-Bains, Lobsann, Haguenau.

### Cultes
- Culte protestant[41].
- Culte catholique, communauté de paroisses Soultzbach à L'Eberbach[42], diocèse de Strasbourg.

## Économie

### Entreprises et commerces

#### Agriculture
- Culture et élevage.
- Culture de céréales, de légumineuses et de graines oléagineuses

#### Tourisme
- Hébergements et restauration à Gunstett, Niederbronn-les-Bains, Morsbronn-les-Bains, Reichshoffen, Gundershoffen :
  - Maisons d'hôtes,
  - Gîtes ruraux,
  - Hôtels et restaurants.

#### Commerces
- Commerces et services de proximité à Gundershoffen, Woerth, Reichshoffen[43].

### Budget et fiscalité 2023

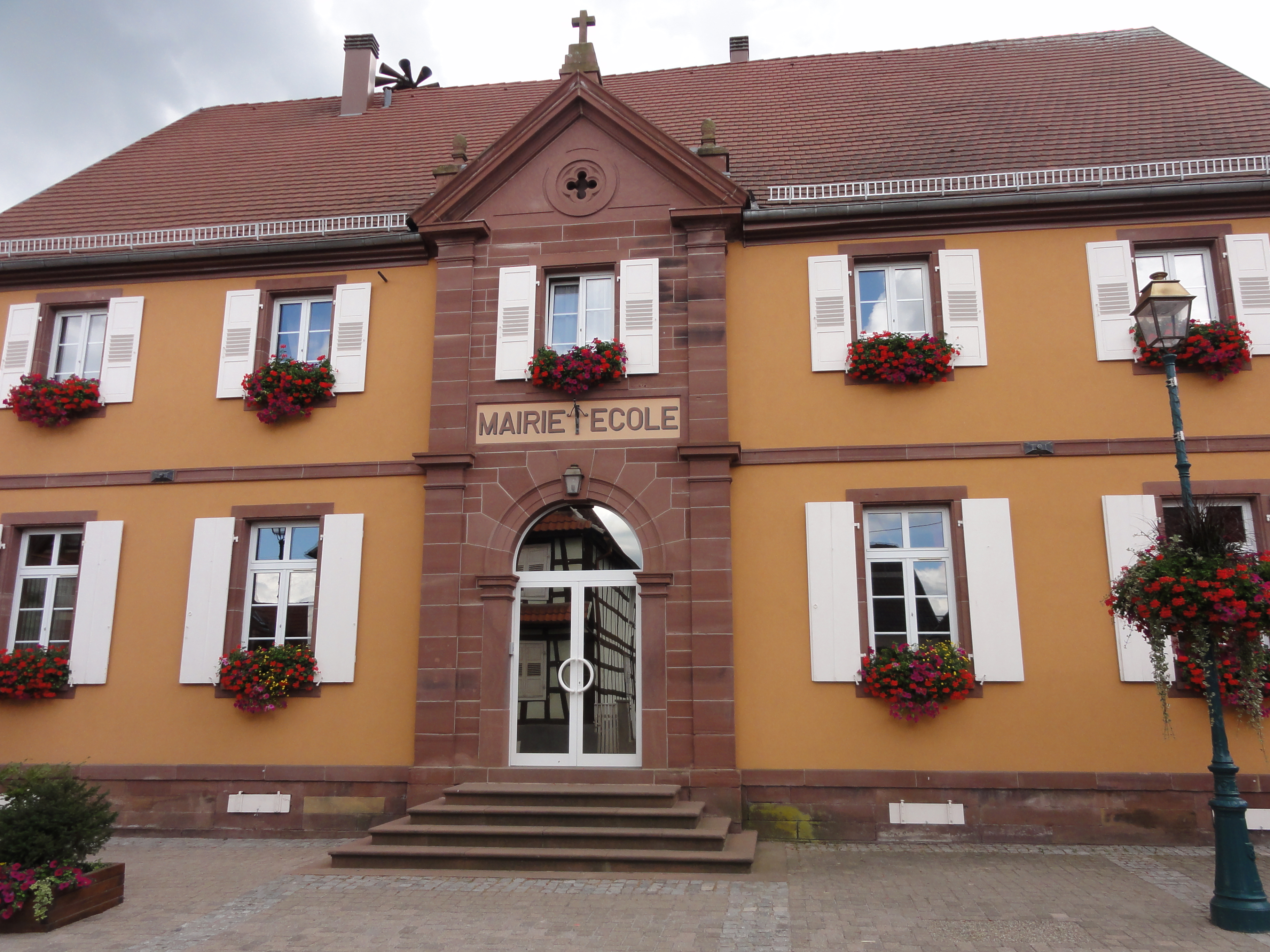
Mairie-école (XIXe siècle).

En 2023, le budget de la commune était constitué ainsi :
- total des produits de fonctionnement : 447 000 €, soit 893 € par habitant ;
- total des charges de fonctionnement : 334 000 €, soit 668 € par habitant ;
- total des ressources d'investissement : 552 000 €, soit 1 104 € par habitant ;
- total des emplois d'investissement : 845 000 €, soit 1 690 € par habitant ;
- endettement : 678 000 €, soit 1 357 € par habitant.

Avec les taux de fiscalité suivants :
- taxe d'habitation : 13,26 % ;
- taxe foncière sur les propriétés bâties : 25,64 % ;
- taxe foncière sur les propriétés non bâties : 24,25 % ;
- taxe additionnelle à la taxe foncière sur les propriétés non bâties : 0,00 % ;
- cotisation foncière des entreprises : 0,00 %.

Chiffres clés Revenus et pauvreté des ménages en 2021 : médiane en 2021 du revenu disponible, par unité de consommation : 24 420 €.

## Lieux et monuments

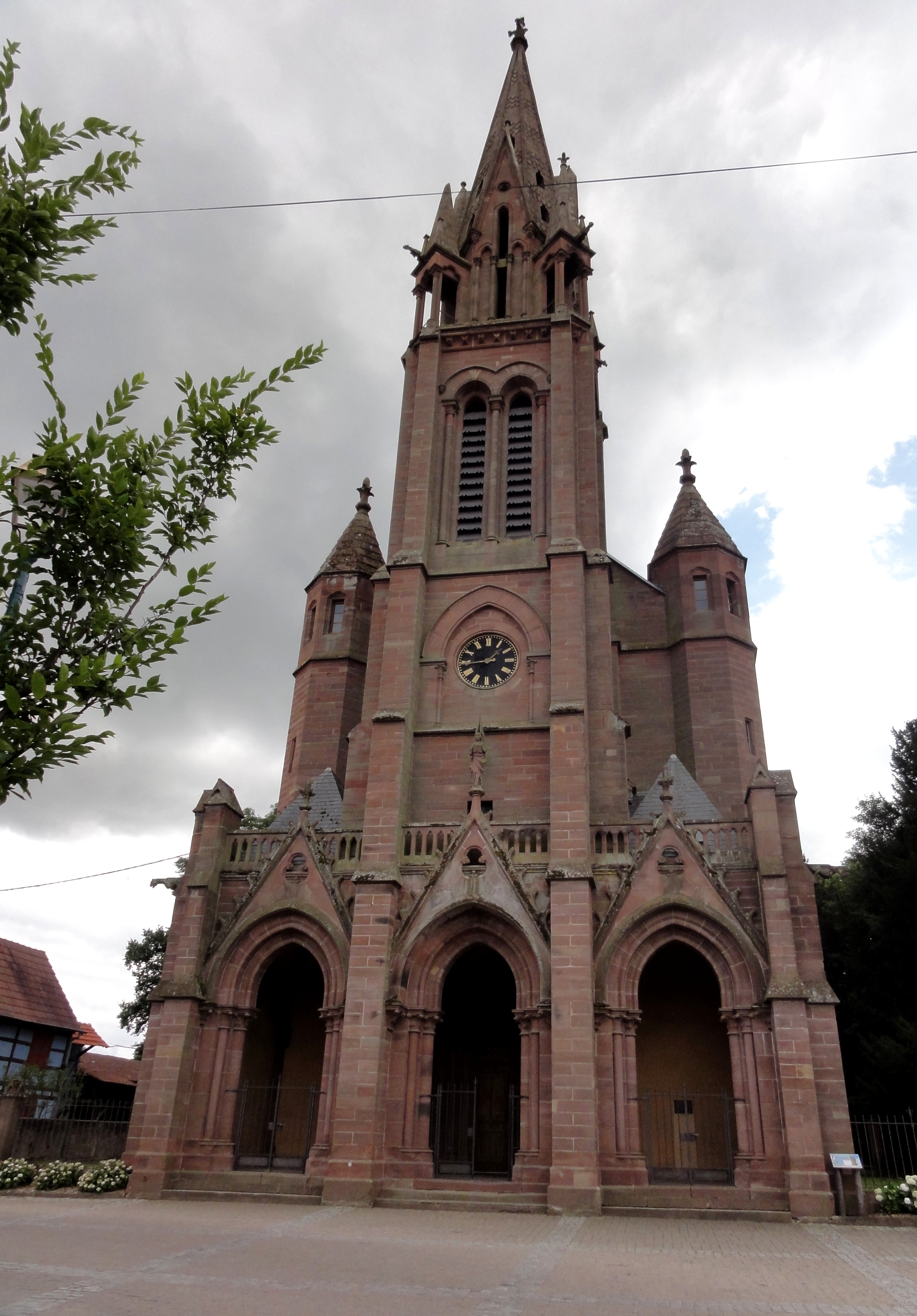
Église de la Paix (1876).
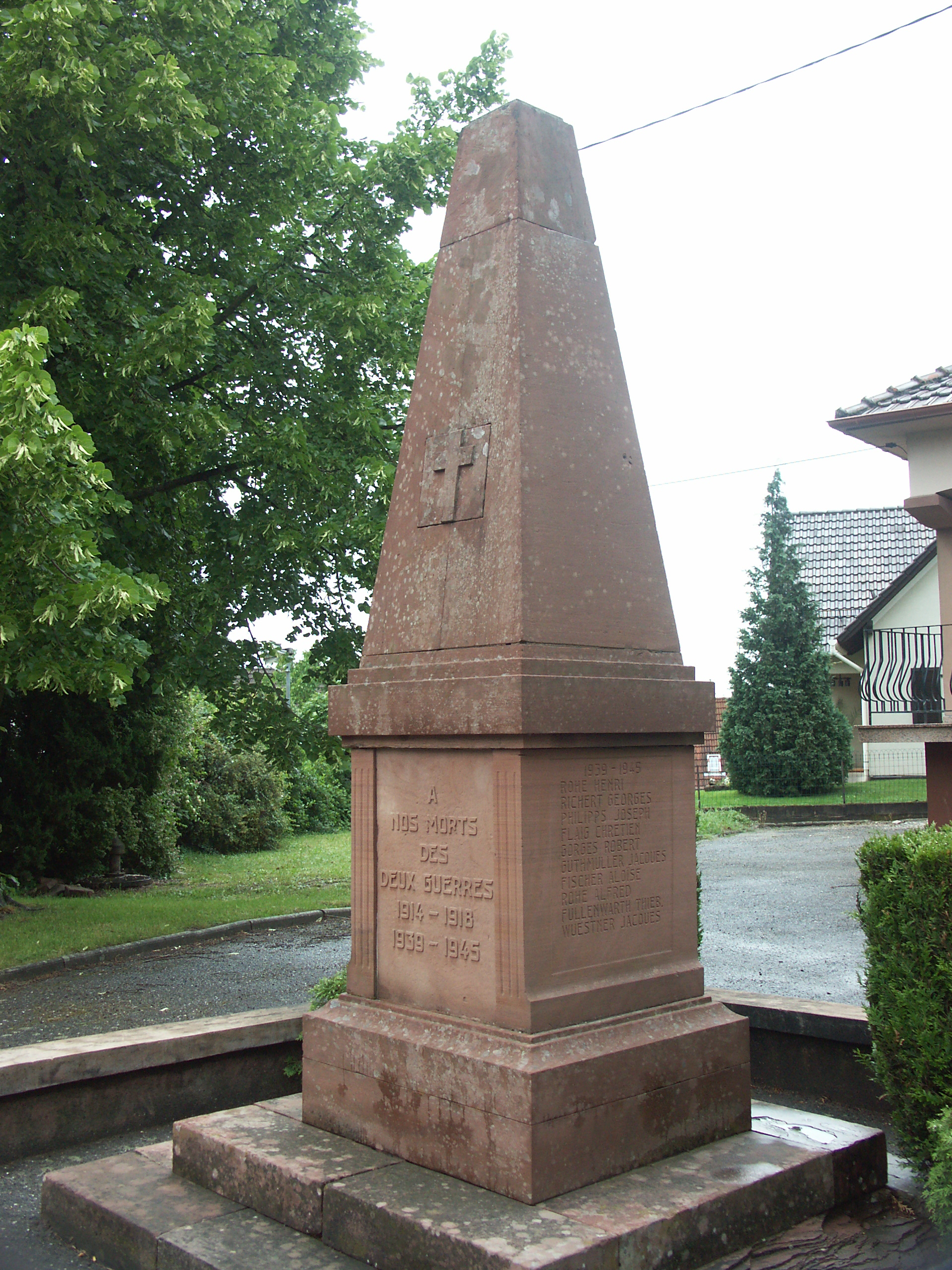
Monument aux morts.
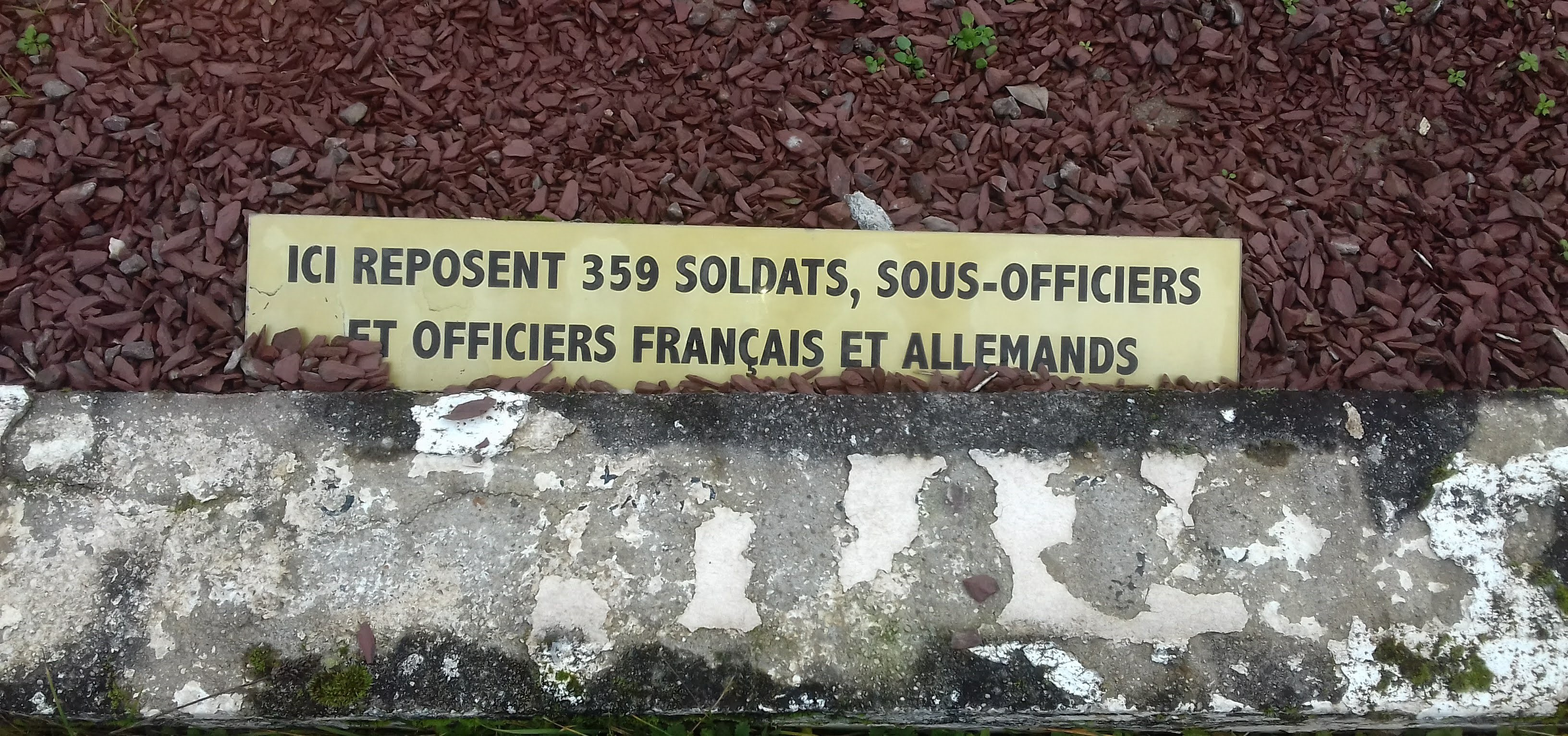
Tombe commune 1870 franco-allemande.
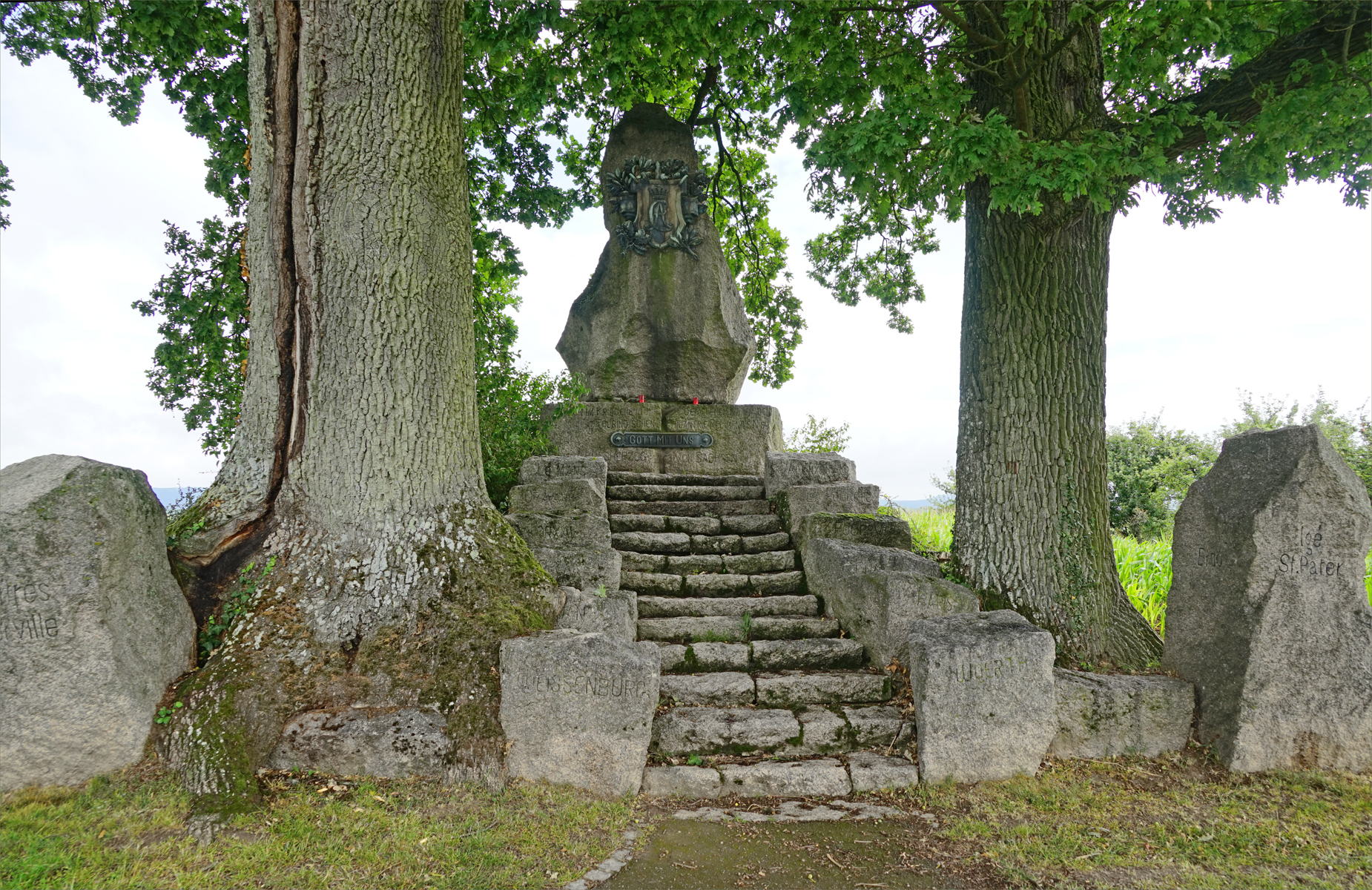
Monument du 5ème régiment d'infanterie de Thuringe.

Patrimoine religieux :
- Église Saint-Michel, « l'église du souvenir » (1874)[46] :

Patrimoine mobilier :
* Tabernacle,
* Calice,
* Ostensoir,
* Le mobilier de l'église Saint-Michel,
* et son orgue,,.
- Église de la Paix, « Friedenskirche » (30 juillet 1876)[54] :

Patrimoine mobilier :
Retable d'autel protestant.
Ensemble de 7 tableaux du retable.
Service de communion protestant.
Banc pastoral.
Chaire pastorale
Fonts baptismaux protestants.
Croix d'autel protestante : Christ en croix.
Son orgue est le seul instrument en France du facteur d'orgue Steinmeyer (de) de Bavière.
- Monuments commémoratifs[64] :

Monument commémoratif de la famille Straus-Durckheim.
Monument aux morts, : Conflits commémorés : 1870-1871.
Stèle souvenir de la bataille du 22 décembre 1793.
Nombreux monuments et tombes sur le champ de bataille du 6 août 1870.
Patrimoine historique civil et paysager :

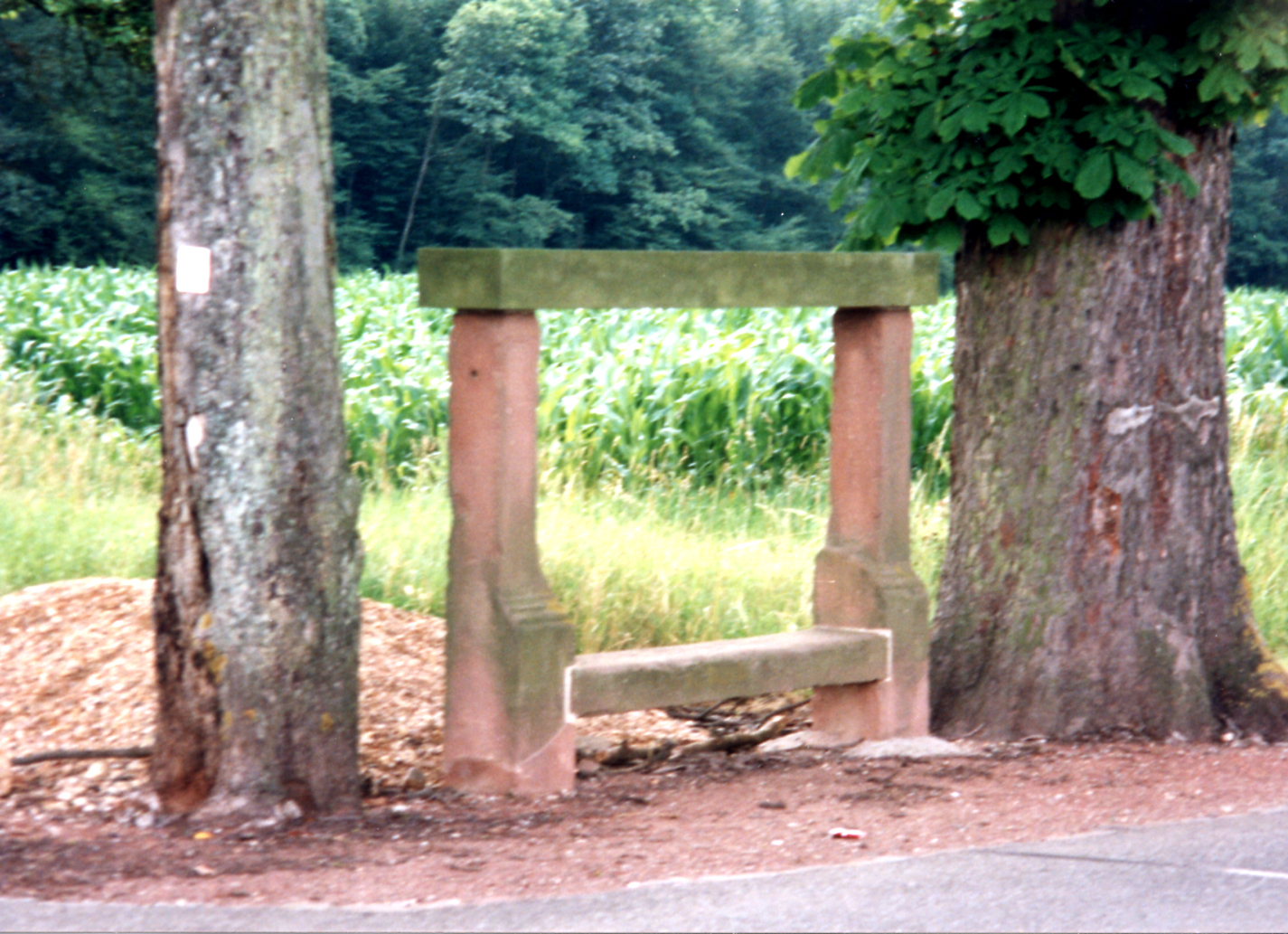
Banc-reposoir.
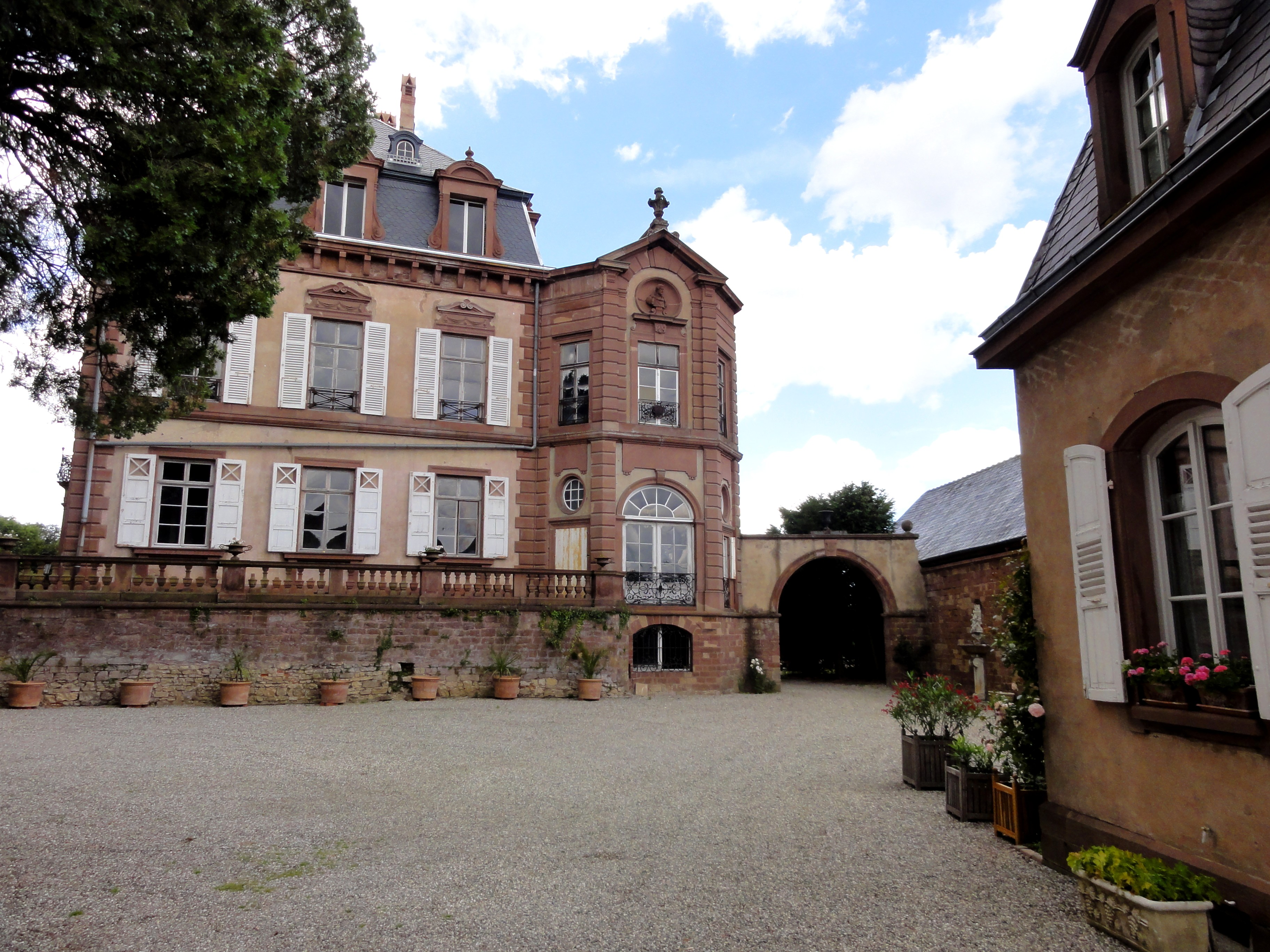
Château des Dürckheim (1890).
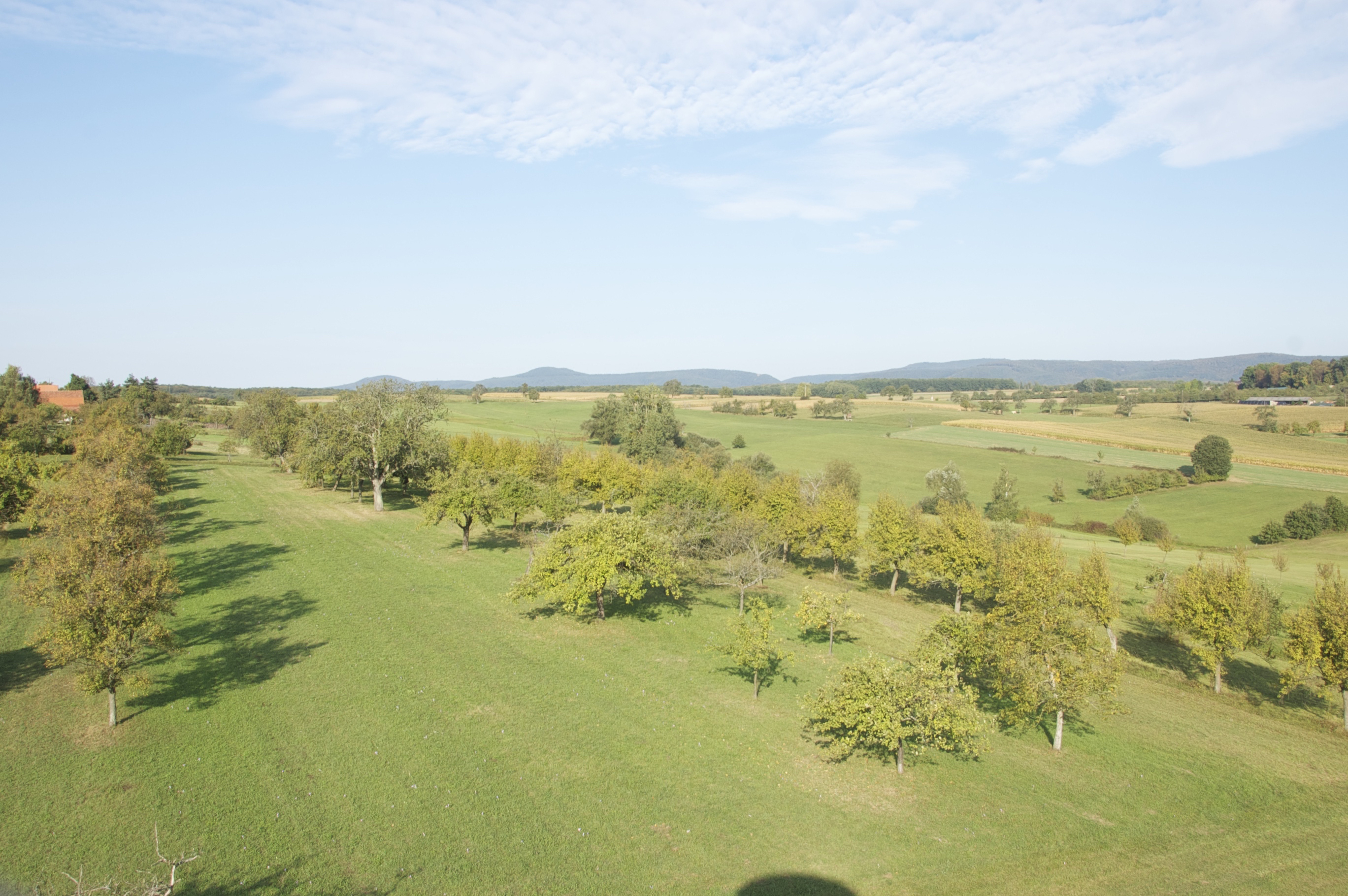
Verger conservatoire.
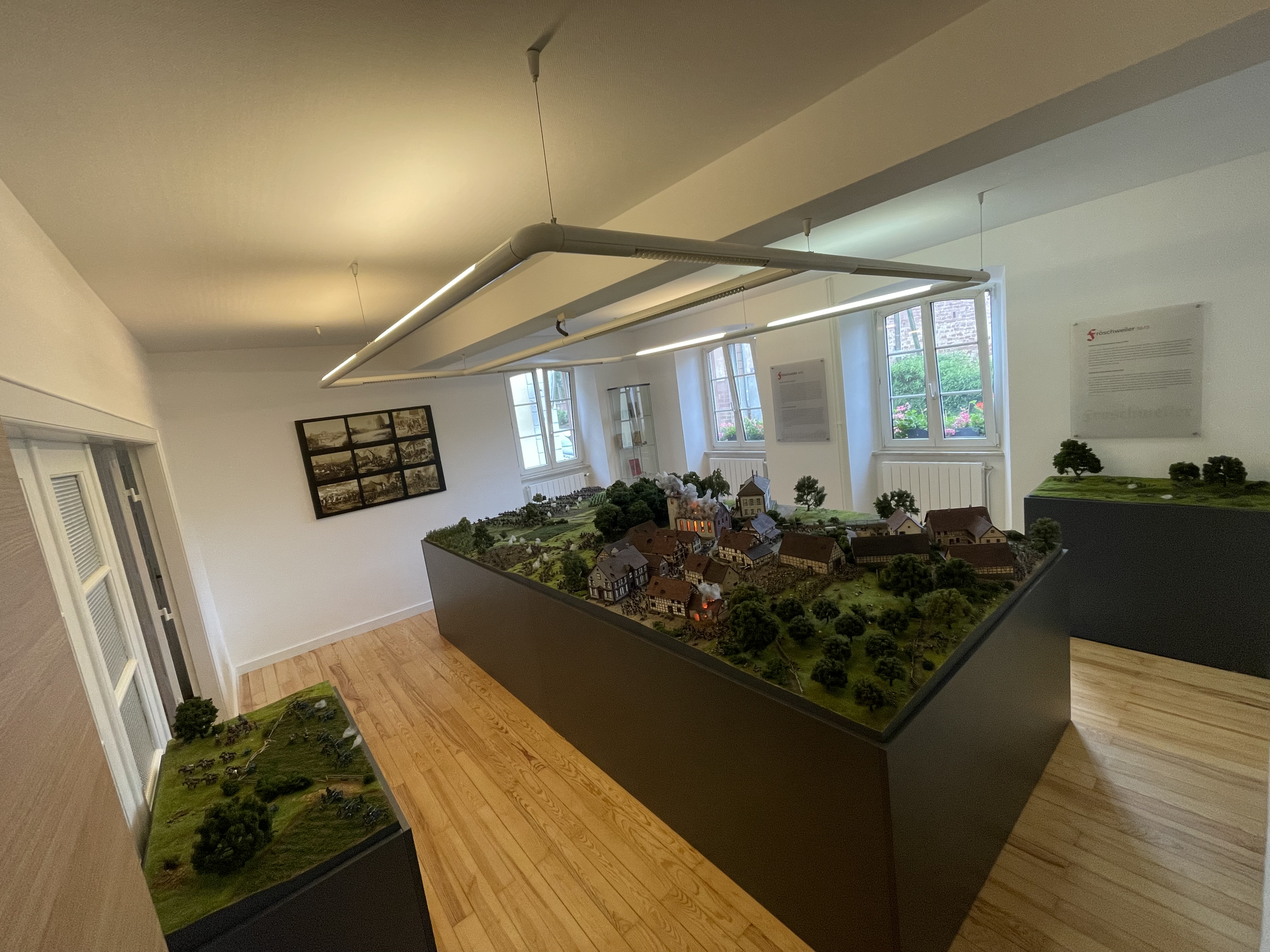
Diorama exposé à l'ancien presbytère.

- Circuit des monuments napoléoniens[68].
- Château des « de Dürckheim » dont la construction commença en 1407[69], et son parc[70].
- Verger conservatoire créé en 1983 et abritant environ 140 variétés de pommiers.
- Diorama autour de l'église en feu (dans l'après-midi du 6 aout 1870 jour de la bataille de Froeschwiller), à l'échelle 1/72e, réalisé par Geschichte in Miniaturen e. V. Histoire des Miniatures, inauguré le 6 aout 2023[71].

## Personnalités liées à la commune
- Cuno Eckbrecht de Dürckheim, introduisit la réforme à Frœschwiller en 1552. Il fait construire la première église du village sur la propriété seigneuriale[72].
- Comte Ferdinand Eckbrecht de Durckheim-Montmartin, Sous-Préfet à partir de 1836, Préfet du Haut-Rhin en 1850, inspecteur-général des Postes et Lignes télégraphiques en 1854, conseiller général du Bas-Rhin pour le canton de Woerth, né le 1er juillet 1812 au Château de Thurnhöfen près de Feuchtwangen en Bavière, décédé le 24 juin 1891 au Château d’Edla près d’Amstetten en Autriche. Propriétaire du Château de Froeschwiller le jour de la bataille du 6 aout 1870.
- Le rabbin Salomon Moock qui devient Grand-Rabbin de Mulhouse en 1873. Né à Frœschwiller le 19 mai 1833, ayant fait ses études rabbiniques à Metz, rabbin de Thann de 1858 à 1873, gradué Grand-Rabbin, Salomon Moock avait fait toute la guerre et fut aumônier de l'armée du Rhin avant d'être attaché à la Garde Impériale. M. le Rabbin Moock était un écrivain disert, et les journaux juifs de Paris, L'Univers israélite et les Archives israélites, publièrent de nombreux articles de sa plume.
- Carl Klein, né le 31 mai 1838 à Hirschland/Alsace, décédé le 29 avril 1898 à Kaufbeuren/Allemagne. Auteur de la « Chronique de Frœschwiller »[73], se rapportant principalement à la bataille sanglante qui eut lieu le 6 août 1870 à Frœschwiller/Wœrth.

## Événements et fêtes à Frœschwiller
- 8 mai : sortie annuelle patrimoniale.
- Jeudi de l'Ascension : fête annuelle de la paroisse protestante.
- 6 août : commémoration de la bataille de Frœschwiller/Wœrth du 6 août 1870.
- Le deuxième dimanche du mois de septembre : messti du village.
- Le troisième dimanche du mois de septembre : participation aux journées nationales du patrimoine (visites guidées des églises, etc.).
- Territoire 1870. Animations 2022 : Programme présenté le 21 mai 2022 à Frœschwiller.
- Le premier dimanche du mois d'octobre : Fête de la pomme.
- 11 novembre : commémoration de l'Armistice et distribution des « Lindenwecken ».